# Tumult auf Villa Shatterhand
Tumult auf Villa Shatterhand. Eine Karl Mayade in fünf Akten ist ein Theaterstück von Daniel Call. Es wurde am 29. November 1997 am Theater Dortmund uraufgeführt. Regie führte Marcus Lachmann, die Hauptrollen spielten Claus Dieter Clausnitzer als Karl May, Achim Conrad als „Der Fremde“ alias Adolf Hitler und Astrid Gorvin als Klara May.

## Inhalt
Umsorgt von seiner Frau Klara und der Ex-Frau Emma verbringt Karl May seinen neunten Hochzeitstag, der zugleich sein Todestag sein wird, in der Villa „Shatterhand“. Geladen sind etliche Radebeuler, die auf Klaras Anweisung für kollektiven Frohsinn sorgen sollen. In Mays Phantasie werden sie zu Sigmund Freud, Einstein, Darwin, Richard und Cosima Wagner, Kopernikus, Kepler, Kaiser Wilhelm II., Bertha von Suttner und Wilhelm Busch. Nur ein echter Gast hat sich unter die „Radis“ (wie im Stück die Radebeuler genannt werden) gemischt: der österreichische Kunstmaler und glühende Verehrer Mays Adolf Hitler. Da passiert ein Unglück: May schießt auf seinen Feind Rudolf Lebius, streift jedoch Nietzsche und Hitler. Die nun folgende Gerichtsverhandlung gestaltet sich als Lebensbeichte, in der auch May selbst verschiedene Rollen einnimmt und schließlich als Winnetou in die ewigen Jagdgründe eingeht.

## Rezeption
Peter Krauskopf schrieb für die Karl-May-Gesellschaft nach dem Lesen des Theaterstücks: „Besonders irritierend ist die Sprache Calls, die so gar nichts mit dem Deutsch Mays zu tun hat, sondern effektfreudig und überaus deftig keinen Kalauer ausläßt. Und dennoch: Man hat das Gefühl, daß Call einiges von May begriffen hat. [...] Die Inszenierung wird darauf achten müssen, den comichaft-sprechblasenmäßigen Umgang mit dem Stoff vor seiner jugendlich-effektfreudigen Prätention zu bewahren“.
René Aguigah von der Berliner Zeitung urteilte anlässlich der Uraufführung: „Gefällige Unterhaltung ist das. Die Pointen sitzen. [...] Insgesamt nimmt sich die Inszenierung bieder aus. Wenn die Radebeuler Besucher (unvollkommen) sächseln, stellt sich ein Volsktheater-Humor ein, der den Witz der Vorlage eher verschluckt als präpariert.“
Die Morgenpost ging auf die Figur Adolf Hitler ein und den Umgang mit ihr in der Dortmunder Inszenierung: „Über diese Figur transportiert Call bestimmte Auffassungen Karl Mays, die den Nazis eine Interpretation in ihrem Sinne ermöglichten. Der Regisseur Marcus Lachmann weiß die Anspielungen geschickt in Szene zu setzen. So läßt er May, gespielt von Claus Dieter Clausnitzer, die Hand zum ‚Hitlergruß‘ erheben, wenn er den Gast Hitler nach seinem „Stamm“ befragt. Und auch die Art und Weise, wie Ehefrau Klara (Astrid Gorvin) die geladenen Sachsen fragt „Wollt Ihr das?“, erinnert an die Nazi-Rethorik.“
Klaus Pommerening berichtete seine Eindrücke einer Aufführung in den Mainzer Kammerspielen 2004 und fand, das Stück sei keine Komödie: „Die Tragik des Menschen May wird sehr deutlich dargestellt, er wird von Dämonen gequält, von menschlichen Gegnern in die Ecke gedrängt, ist von Verständnislosen und Schmarotzern umgeben, flieht immer wieder in Phantasiewelten.“ Pommerening merkte vorsichtig an, Hitler spiele vielleicht eine zu große Rolle, „aber auch das gehört ja zu Mays Tragik, dass er von den Falschen (missverstanden und) verehrt wurde.“